# Rajesh Payal Rai
Rajesh Payal Rai (Nepalí: राजेश पायल राई) (nacido el 30 de septiembre de 1975) es un actor y cantante nepalí, es conocido como uno de los cantantes de playback más versátiles, el cual trabajo para varias de películas producidas sólo en Nepal. Además, ha grabado varios álbumes privados tales como:  Darshan Namaste, Rai is King, Syamuna y entre otros. También ha interpretado temas musicales cantados en otros idiomas, como en japonés y bhojpuri. Realizó giras por todo el mundo y fue ganador de varios premios musicales entre 1995 y 2015.

## Lista de álbumes
| Título                 | Año  | Etiqueta                                  |
| ---------------------- | ---- | ----------------------------------------- |
| Murchana               | 1995 | Rima Recording                            |
| Purwama Ranga Chadecha | 1995 | Nepal Casete                              |
| Just For You           | 1997 | Music Nepal                               |
| Nigaha                 | 1997 | Master Records                            |
| Love Letter            | 1998 | Music Nepal                               |
| Baiguni Raichow Mayalu | 1999 | Moonlight Records                         |
| Jadou                  | 2004 | Santana Records                           |
| Kamana                 | 2006 | Dhowlagiri Cassette                       |
| Jadou 2                | 2008 | SAV                                       |
| Darshan Namaste        | 2009 | Ranjana Music Industries                  |
| Rai Is King            | 2010 | Ranjana Music Industries                  |
| Jadou 3                | 2011 | Ranjana Music Industries                  |
| Made In Nepal          | 2011 | Ranjana Music Industries                  |
| Murchana 2             | 2011 | Ranjana Music Industries                  |
| Aasewaro (Limbu Songs) | 2011 | Ranjana Music Industries                  |
| Darshan Namaste 2      | 2013 | Darshan Namaste ent/ Silver Entertainment |

## Premios y reconocimientos
| Título                                                       | Año  | Etiqueta                      |
| ------------------------------------------------------------ | ---- | ----------------------------- |
| Gold Medal Radio Nepal Modern Song Competition               | 1995 | Radio Nepal                   |
| Narayan Gopal Yuba Puraskar                                  | 2005 |                               |
| Chinnalata Prativa Puraskar                                  | 2010 |                               |
| Best Playback Singer- Film Chunauti                          | 1997 | Kollywood Cine Award          |
| National Vision Busy Award                                   | 1998 |                               |
| Song Of The Year — Kamana                                    | 2007 | Tuborg Image Award            |
| Best Singer Of The Year — Kamana, Album Of The Year — Kamana | 2007 | Hits Fm Music Award           |
| Best Singer Of The Year, Best Male Playback Singer           | 2007 | Kalika Fm Music Award         |
| Best Singer Of The Year                                      | 2008 | Annapurna Fm Music Award      |
| Best Folk Song Of The Year - Jadou 2                         | 2009 | Tuborg Image Award            |
| Popular Song Of The Year - Darshan Namaste                   | 2009 | Annaurna Fm Music Award       |
| Best Singer Of The Year                                      | 2009 | Kantipur FM 96.1 Annual Award |
| Best Singer Of The Year                                      | 2010 | Kantipur FM 96.1 Annual Award |
| Best Singer Of The Year                                      | 2011 | Kantipur FM 96.1 Annual Award |
| Best Pop Singer Of The Year                                  | 2011 | Kalika FM Music Award         |
| Album Of The Year - Rai Is King                              | 2011 | Hits FM Music Award           |
| Best Playback Singer of the Year Movies "JHOLE" 2014         | 2014 | TUBORG MUSIC AWARD            |
| Best Playback Singer of the Year Movies "JHOLE" 2014         | 2014 | BINDHAWASINI MUSIC AWARD      |

## Vídeos
- https://www.youtube.com/watch?v=50dihJShaqQ
- https://www.youtube.com/watch?v=1025EJ2Fyrg